# Crocifissione di San Cristoforo sul Naviglio
L'affresco della Crocefissione si trova sopra la porta d'ingresso della parte destra della contraffacciata, la cosiddetta Cappella Ducale, della Chiesa di San Cristoforo sul Naviglio (Milano).
La sua datazione è di poco posteriore al compimento della cappella Ducale, realizzata come voto per la cessazione della peste del 1399, pertanto in costruzione nel 1403 e terminata nel 1405.
Si tratta di un doppio riquadro, una Madonna in trono con Santi e donatore, e una Crocedissione.
La crocedissione e la sovrastante Madonna sono inseriti in un unico riquadro, strutturato in due ordini, superiore (la Madonna in trono) e inferiore (la crocefissione) posto tra le due bifore della controfacciata.
La Madonna in trono ha ai suoi lati due santi, di cui quello a destra è un grande San Cristoforo. Sotto al santo di sinistra stanno in figura più rimpicciolita i due committenti inginocchiati e in preghiera. Nel riquadro sottostante il Cristo crocifisso sta al centro, inginocchiata sotto la croce la Maddalena, il San Giovanni Battista a destra, la Madonna svenuta retta da altra donna a sinistra.
Fanno parte di questo ciclo probabilmente i due santi vescovi in riquadri a parte, uno nella stessa parete, dall'altra parte della monofora verso la chiesa vecchia, l'altro nel fianco destro della cappella Ducale, stessa campanta iniziale, alla stessa quota, terminando in alto al concio in pietra di imposta del costolone della crociera.
Una scritta indica il nome – chiaro – di un certo Bassanolo, e il cognome – invece meno chiaro nella lettura – che è stato interpretato in vari modi: come Bassanolo de Coaertis o Choaretis (da Romussi, Carotti, Bagnoli), o come de Corvetti (da Calvi).
Si tratta di un maestro che nel 1405 si rivela piuttosto ritardatario, perché ancora completamente immerso nella cultura del secolo precedente, ai modelli di partenza postgiotteschi di Giusto de' Menabuoi in Viboldone, tramite Anovelo da Imbonate.
Nella crocefissione mantiene quelle suggestioni lombardo trecentesche aggiungendovi con accenti cortesi. Per questi ultimi ha come riferimento anche la serie degli epigoni di Giovannino De' Grassi, dai quali recupera soprattutto taluni manierismi nel disegno angoloso. In particolare questo nella Madonna con Bambino.
In definitiva mostra una cultura antiquata, conforme ai modelli della cultura corrente gradita ai Visconti nel Trecento.
Ha un certo impaccio personale, non è uno dei maggiori pittori di sicuro; per una relativa debolezza di talune immagini Pietro Toesca lo colloca nella cerchia di Simone da Corbetta, cui si rifarebbe anche il presunto cognome.
Mario Salmi lo riferisce invece alla cerchia di Anovelo da Imbonate, del quale riprende iconografie quali quella della crocifissione del primo in San Marco (ma senza più l'eleganza e la finezza del modello).
Baroni lo identifica con il pittore che riprendendo i modi del veronese Giacomo De Riva è autore dell'affresco con Cinque santi nel transetto della chiesa di San Nicolò ai Celestini di Bergamo, ma in questo caso secondo Matalon l'analogia è solo apparente, dovuta alla sola posa del San Cristoforo, analoga ma non in quanto dipinta da una stessa mano, bensì per l'adozione di uno stesso tipo iconografico